# Tang Shang
Tang Shang, född 695, död 714, var en kinesisk monark. Han var kejsare av Tangdynastin 3 juli 710 - 21 juli 710. 
Han var son till kejsar Zhongzhong och en konkubin. När hans far avled 3 juli 710 placerades han på tronen i en kupp iscensatt av hans styvmor kejsarinnan Wei, som tog makten som hans förmyndarregent och utnämnde hans halvsyster prinsessan Anle till hans tronföljare. När kejsarinnan Wei planerade att själv ta makten som monark, störtades förmyndarregeringen av Tang Shangs faster prinsessan Taiping, som avsatte Tang Shang och ersatte honom med sin egen bror Ruizong.  Tang Shang själv ansågs inte bära någon skuld i Weis påstådda brott utan förvisades från huvudstaden till en provinsstad efter kuppen. 